# Tero Pitkämäki
Tero Pitkämäki, född den 19 december 1982 i Ilmola, är en finländsk före detta spjutkastare mellan åren 1998-2019, med guld i VM 2007.

## Spjutkarriär
Pitkämäki började som 16-åring med spjutkastning och nådde relativt snabbt goda resultat. Han kom på åttonde plats i olympiska sommarspelen 2004 med 83,01 meter. 
Hans personliga rekord är 91,53 m, kastat i Kuortane 26 juni 2005, vilket gjorde honom till det allra största hemmahoppet under VM i Helsingfors. Han missade dock prispallen och kom på fjärde plats med 81,27 m som bästa resultat.
I EM i Göteborg 2006 tog Pitkämäki silver med ett kast på 86,44 m. Vann gjorde denna gång norrmannen Andreas Thorkildsen.
Den 5 augusti 2007 tog Pitkämäki sin fjärde seger i de finländska nationsmästerskapen när han kastade 89,43 m.
Pitkämäki deltog sedan i friidrotts-VM i japanska Osaka där han vann guld med ett kast som mätte 90,33 m.
Han deltog vid Olympiska sommarspelen 2008 där han som längst nådde 86,16 m vilket räckte till en bronsmedalj. 
Vid VM 2009 slutade han först på femte plats med ett längsta kast på 81,90 m. Han avslutade emellertid friidrottsåret med att bli tvåa vid IAAF World Athletics Final 2009 efter Thorkildsen.
Till säsongen 2012 tog han in världsrekordshållaren (98,48 m) och världsmästerskapsrekordhållaren (92,80 m) Jan Železný som hjälptränare bredvid trotjänaren Hannu Kangas i hopp om att komma upp på de högsta placeringarna på OS i London 2012.
Åren 2013 och 2018 hade Pitkämäki skadeproblem.
Den 14 oktober 2019 meddelade Pitkämäki att han avslutar karriären som spjutkastare.

### Spjutolyckan i Rom
Fredagen den 13 juli 2007 under IAAF Golden League på Roms Olympiastadion träffade ett av Pitkämäkis spjut den franske längdhopparen Salim Sdiri i ryggen. Pitkämäki fullföljde tävlingen och blev tvåa efter Andreas Thorkildsen.

## Årsbästa 1999-2018
- 1999 – 66,83 m
- 2000 – 73,75 m
- 2001 – 74,89 m
- 2002 – 77,24 m
- 2003 – 80,45 m
- 2004 – 84,64 m
- 2005 – 91,53 m
- 2006 – 91,11 m
- 2007 – 91,23 m
- 2008 – 87,70 m
- 2009 – 87,79 m
- 2010 – 86,92 m
- 2011 – 85,33 m
- 2012 – 86,98 m
- 2013 – 87,60 m
- 2014 – 86,63 m
- 2015 – 89,09 m
- 2016 – 86,13 m
- 2017 – 88,27 m
- 2018 – 82,64 m